# Pelourinho de Segura

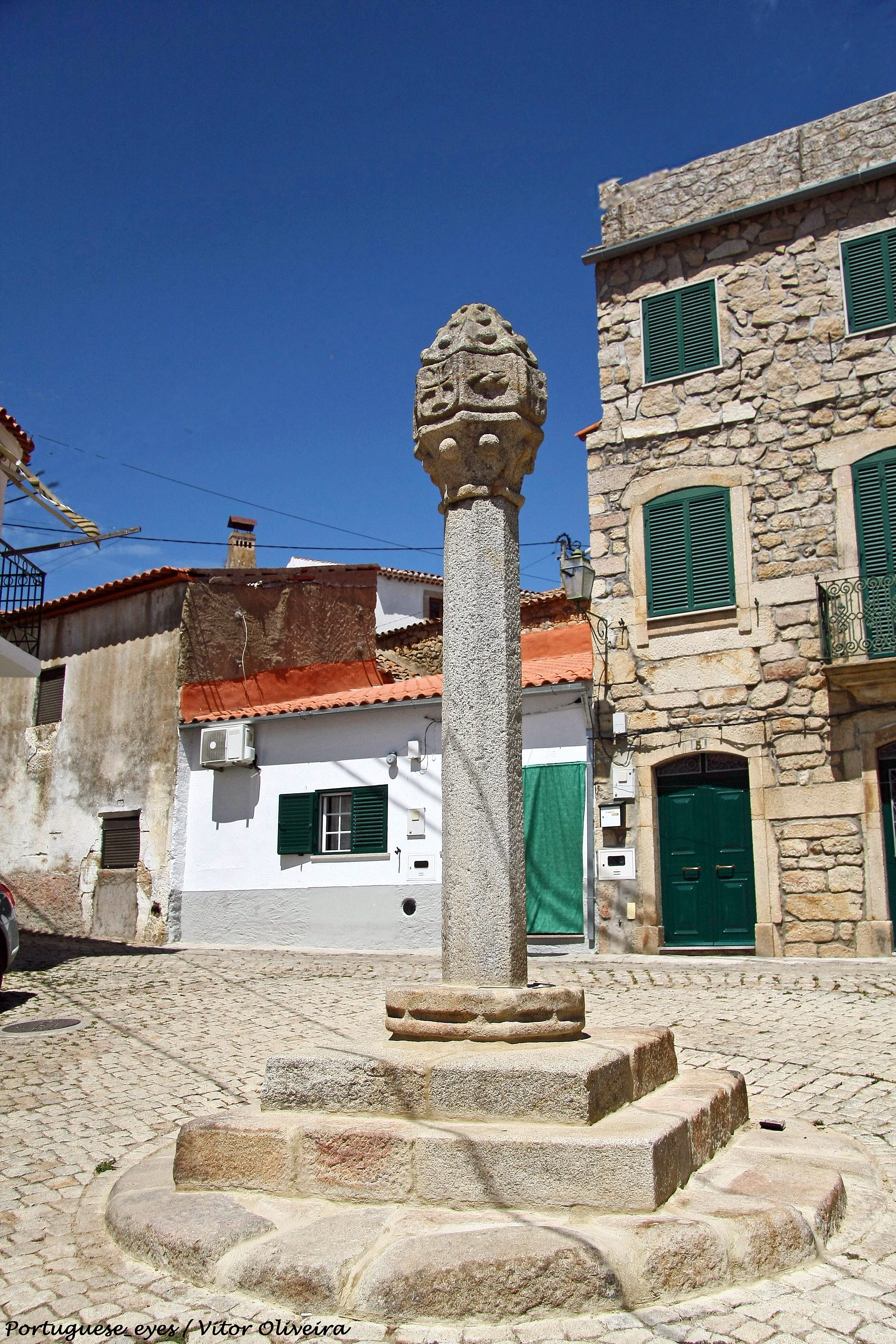
Pelourinho de Segura, na freguesia de Segura, Idanha-a-Nova

O Pelourinho de Segura localiza-se no Largo Professor João Miranda em Segura, na atual freguesia de Zebreira e Segura, no município de Idanha-a-Nova, distrito de Castelo Branco, em Portugal.
Encontra-se classificado como Imóvel de Interesse Público desde 1933.
Deve ter sido edificado em 1510, aquando da concessão por D. Manuel I da carta de foral à povoação. Apresenta características estilísticas claramente manuelinas. Disposto sobre um soco quadrangular de dois degraus, tem a sua coluna oitavada assente num plinto raso circular. O capitel, de secção octogonal, é ornado com meias esferas. O remate, prismático, ostenta nas faces motivos heráldicos, entre eles a cruz de Cristo, a esfera armilar e as armas reais. O topo do pelourinho, de forma cónica, é valorizado por uma profusão de meias esferas.